# Polyrhachis alexandri
Polyrhachis alexandri är en myrart som beskrevs av Vladimir Aphanasjevich Karavaiev 1906. Polyrhachis alexandri ingår i släktet Polyrhachis och familjen myror. Inga underarter finns listade i Catalogue of Life.